# Мверлап
Мверлап, или мерлав (Merelava, Merlav, Merlav-Merig, Mwerlap) — океанийский язык, на котором говорят на островах Гауа, Мере-Лава, Мериг островов Банкс в Вануату. Кроме того, число носителей мверлап живут в двух городах — Люганвиль и Порт-Вила.
Мверлап имеет диалекты западный мерелава, матливаг, мвериг (мериг).

## Фонология
В языке мверлап существует 12 фонетических гласных. Они включают в себя 9 монофтонгов: /i ɪ ɛ a ɞ ɵ ʉ ɔ ʊ/ и 3 дифтонга: /ɛ͡a ɔ͡ɞ ʊ͡ɵ/.